# Otto Heinrich Graf von Hagenburg
Otto Heinrich Graf von Hagenburg (* 13. Oktober 1901 in Longeville bei Metz; † 21. Dezember 1993 in Altenmünster) war ein deutscher Unternehmer, Erfinder und Pilot. Er war Kunstflug-Weltmeister auf Bückerflugzeugen, später Hersteller von Pkw-Zubehör, einem U-Boot sowie Inhaber einer Kunststoff-Spezialfabrik mit einer breiten Erzeugnispalette.

## Leben
Otto Heinrich Graf von Hagenburg entstammte der morganatischen Ehe von Prinz Otto Heinrich zu Schaumburg-Lippe und Gräfin Anna Luise Elise von Hagenburg geb. von Köppen (1860–1932). Die mütterliche Familie gehörte lediglich dem Briefadel an und seine Mutter wurde für die Einheirat in den Hochadel zur Gräfin von Hagenburg erhoben. Daher führten Mutter und Kinder nicht den Familiennamen des Vaters. 1908 zog die Familie nach Darmstadt und bezog dort nach dem Umbau das repräsentative Haus Hagenburg (das heutige Georg-Christoph-Lichtenberg-Haus), das dem hochadeligen Rang des Vaters gerecht wurde. Hagenburg besuchte ein Gymnasium in Darmstadt.
Ab 12. April 1922 fungierte er als Stellvertreter von Kaufmann Emil Zimmer im Vorstand der Fahrzeugfabrik AG Darmstadt (FAFAG). Das Unternehmen war von den beiden sowie seiner Mutter, dem Bankier Lehmann, dem Fabrikanten Wilhelm Goebel und dem Ingenieur Georg Hoffmann gegründet worden. In der Werkshalle auf dem Grundstück Eschollbrücker Straße 18 fertigte das Unternehmen Kleinwagen, die von Hoffmann entwickelt wurden. Die Fahrzeuge erwiesen sich als praxistauglich, erreichten jedoch in keinem Fall große Stückzahlen. Es wurden insgesamt nur ca. 120 Fahrzeuge produziert. Nach der Schließung der FAFAG im September 1924 infolge von Zahlungsunfähigkeit gründete Otto Heinrich Graf von Hagenburg eine Fahrschule. Ab 1927 leitete er eine Niederlassung der Daimler-Benz AG in der Elisabethenstraße in Darmstadt.
Im Jahre 1929 erweckte die Fliegerei sein Interesse und er erwarb den Flugschein in Darmstadt auf der Lichtwiese. Als Mitglied der Hessenflieger ließ er sich auch zum Fluglehrer ausbilden. Für 1932 datiert ein Patent. 1936 gewann er den anlässlich der Olympischen Sommerspiele 1936 ausgelobten Internationalen Kunstflugwettbewerb und gehörte bis zum Beginn des Zweiten Weltkriegs zur Weltspitze.
Seit 1938 war er Testflieger bei der Erprobungsstelle Rechlin und ab 1939 bei den Arado Flugzeugwerken in Braunschweig. Er gründete 1942 eine Zulieferfirma für die Flugzeugindustrie in Sonthofen. Daneben fuhr er erfolgreich Autorennen und entwickelte zusammen mit Felix Wankel einen neuartigen Kreiskolbenmotor.
Im NS-Regime war er auch Wehrwirtschaftsführer und wurde von den US-amerikanischen Besatzern bis 1947 in Göggingen bei Augsburg interniert.
Nach dem Zweiten Weltkrieg gründete er 1948 in Geretsried bei Wolfratshausen die Firma Hagenburg Fiberglas KG und siedelte sich dort am Breslauer Weg an. Fiberglas, damals brandaktuell auf dem Markt, war das Ausgangsmaterial für hier produzierte Angelruten, Bahnschranken, Katamarane (beispielsweise die Mustang 450; Länge 4,5 m, mit Seilzuglenkung, 1970er; nur für Binnengewässer geeignet) und Gewächshäuser. Die Erzeugnisse fanden guten Absatz, die Motorboote wurden in den 1960er Jahren über den Quelle-Versand verkauft.
Das im Jahr 1964 im Auftrag der Organisatoren der Internationalen Bootsausstellung London in kürzester Zeit entwickelte Hagenburg-U-Boot mit einem Gesamtgewicht von 820 kg und einem Preis von rund 17.000 DM wurde von einem batteriegespeisten Elektromotor angetrieben und von Hagenburg patentiert. Ein Londoner Journalist beschrieb das Vergnügungs-Boot als „grüne Bohne mit aufgesetztem Türmchen“ (eine Plexiglas-Kuppel). Der Konstrukteur und sein Betriebsleiter betonten, dass es sich „leicht wie ein Fahrrad fahren lässt“. Dieses Boot ist erhalten geblieben und befindet sich seit 1970 im Privatbesitz von Tassilo Kraus in Berlin. Kraus hat das Unikat zur Eröffnung des Heimatmuseums in Geretsried im Sommer 2012 dem Museumsverein als Dauerleihgabe zur Verfügung gestellt.
Wegen finanzieller Probleme verkaufte Hagenburg seine Firma 1971. Das Tüfteln und Basteln blieb seine Leidenschaft, für die daraus entstandenen Erfindungen fand er jedoch keine Investoren.
Heinrich Graf von Hagenburg starb im Alter von 92 Jahren in Altenmünster. Er war in erster Ehe mit Gertrude Carnier (* 1909) verheiratet. Die Ehe wurde 1959 geschieden. In zweiter Ehe war er ab 1959 mit Renate Pauline Wackwitz (1927–1981) verheiratet. Aus dieser Ehe sind die Kinder Hans Heinrich (* 1959), Sybille (* 1961), Pamina (* 1966) und Andreas (* 1967) hervorgegangen.